# Concepción (vulkaan)
Concepción is een stratovulkaan in het departement Rivas in Nicaragua. Samen met de vulkaan Maderas vormt hij het eiland Ometepe in het Meer van Nicaragua.
De vulkaan heeft een hoogte van 1610 meter en topografische prominentie van 1579 meter.

## Geschiedenis
De Concepción ontstond vroeg in het holoceen. Door voortdurende uitbarstingen bereikte de vulkaan zijn huidige hoogte van 1610 meter. De vulkaan kende een zeer lange periode zonder erupties, maar op 8 december 1880 kwam het voor het eerst weer tot een uitbarsting. Deze uitbarsting was omvangrijk want gedurende een jaar bleef de vulkaan actief. Andere uitbarstingen volgden in 1883, 1889, 1902, 1907, 1924. De meest recente uitbarsting vond plaats in 1957. Het natuurgeweld bij deze laatste uitbarsting was enorm, maar toch gaven maar weinig bewoners van het eiland gehoor aan de opdracht van de regering in Managua om het eiland te verlaten.
Sinds 1883 telde de Concepción ten minste 25 keer uitbarstingen, waarvan de laatste op 9 maart 2010. Concepcións uitbarstingen worden gekenmerkt door frequente, middelgrote explosies. Actieve fumarolen zijn aanwezig net ten noorden van de kratertop van Concepción.